# Massaya, không dám nói yêu anh
Massaya (tên tiếng Thái: มัสยา, tên tiếng Việt: Massaya, không dám nói yêu anh) là bộ phim truyền hình Thái Lan phát sóng vào năm 2017. Phim phát sóng trên kênh Channel 7 (CH7) với sự tham gia của Mick Tongraya và Mookda Narinrak.
Phim remake lại từ phiên bản cùng tên năm 2000 của Andrew Gregson và Buachompoo Ford.

## Nội dung
Massaya, một cô nàng có xuất thân quý tộc nhưng phải sống cực khổ từ khi còn nhỏ. Thực ra, cha cô là người của gia đình Rattanamahasarn, điển trai và tốt bụng. Chỉ vì đem lòng yêu thương và cưới một người phụ thứ thấp kém mà bị đuổi ra khỏi nhà. Từ đó, gia đình Massaya sống độc lập và không liên quan gì đến gia đình bên nội, nhưng không lâu sau thì cha mẹ cô qua đời, Massaya được ông ngoại nuôi dưỡng.
Nhiều năm sau, Massaya trở thành một thiếu nữ xinh đẹp, cá tính và thông minh. Lúc này, bà của cô cảm thấy buồn và tội lỗi về quá khứ nên đã nhờ cậy cháu trai Lak đón Massaya về. Khi trở về gia đình Rattanamahasarn, cô không cảm nhận được tình thương và sự ấm áp của gia đình, các thành viên luôn coi thường cô. Ngoài ra, các thủ tục và luật lệ nghiêm khắc khiến Massaya không thoải mái. Tuy nhiên, trong những lúc khó khăn nhất thì cô luôn có Lak bên cạnh an ủi.

## Diễn viên
| Nhân vật                                        | Diễn viên                                      |
| ----------------------------------------------- | ---------------------------------------------- |
| Đại úy Lak Rattanamahasarn (Lak)                | Mick Tongraya                                  |
| Massaya Rattanamahasarn                         | Mookda Narinrak                                |
| Sadayu Mayararit                                | Arnus Rapanich                                 |
| Đại úy Pongthep (Pong) Ratchborirak (em họ Lak) | Pheerawas Khunlanunthwatn                      |
| Penchom (Chom)                                  | Supaporn Malisorn                              |
| Natraphi Mahasakphaisan (Nat)                   | Chongmas Bangchawong                           |
| Nopporn Rattanamahasarn (Nop)                   | Chanakan Poonsiriwong                          |
| Pinthip Ratchborirak (Pin) (em họ Lak)          | Rinyarat Watchararojsiri                       |
| Pantipa Ratchborirak (Pan) (em họ Lak)          | Pornsawan Mathachot                            |
| Ying Chonthicha Mayararit (em gái Sadayu)       | Budsarin Wonglelanont                          |
| Ruengjai Rattanamahasarn (Nit) (em gái Lak)     | Ploypailin Thangprabhaporn                     |
| Tan Poo Ying Rattanamahasarn                    | Duangta Toongkamanee Mantana Himatongkam (trẻ) |
| Khun Ying Akkararatsewi (mẹ Lak)                | Angsana Buranon                                |
| Sajee Ratchborirak (mẹ Pong, Pin & Pan)         | Rachaya Rakkasikorn                            |
| Luangrad Borirak                                | Thanayong Wongtrakul                           |
| Phraya Maha Sakpaisarn                          | Prinn Wikran                                   |
| Chanat                                          | Kitsadee Phuangprayong                         |
| Prachuap                                        | Santiraj Kulnoppakiet                          |
| Saman                                           | Pitipon Porntrisat                             |
| Sakchai                                         | Narongrit Ratanapukdee                         |
| Chan Wichianchai                                | Pattana Phantewa                               |
| Phra Nikorn Rachakarun (Phra Nikorn)            | Surasak Chaiat                                 |
| Madam Maen                                      | Sutita Gatetanon                               |
| Salaya Rattanamarn (San)                        | Rachawat Klipngern                             |
| Nithet                                          | Jirakit Suwannaparb                            |
| Ameen                                           | Siraprapa Sookdamrong                          |
| Aod                                             | Kantaphong Charoensuk                          |
| Oud                                             | Chayanin Taowiset                              |
| Oy                                              | Chananya Lertwattanamongkol                    |
| Luang Wetchasat                                 | Rong Kaomulkadee                               |
| Nomphan                                         | Viyada Umarin                                  |
| Mom Choi                                        | Narumon Nillawan                               |
| Ajarn Kanok                                     | Nilubon Amonwitthawat                          |
| Jon                                             | Chusri Chern-Yim                               |
| Noppamat                                        | Nattarin Suwannalerd                           |
| Dr. Pote                                        | Jet Klinpratum                                 |
| Pol. Sathien                                    | Phasin Sritham                                 |
| Jao Meuan Yaring                                | Pongprayoon Rachapai                           |

## Ca khúc nhạc phim
- มัสยา / Massaya - Dome Tiewtong
- Let Me Be Your Sky - Drey

## Rating
- Episode 1: 5.21
- Episode 2: 5.82
- Episode 3: 6.8
- Episode 4: 5.49
- Episode 5: 6.33
- Episode 6: 6.42
- Episode 7: 6.0
- Episode 8: 5.9
- Episode 9: 7.75
- Episode 10: 6.82
- Episode 11: 6.0
- Episode 12: 6.7
- Episode 13: 6.0
- Episode 14: 5.7
- Episode 15: 6.6
- Episode 16: 7.0
- Episode 17: 8.0
- Trung bình rating: 6.38

Nguồn: AGB Nielsen (Rating Nationwide)